# Ion Alexe
Ion Alexe (Cornu, 25 luglio 1946) è un ex pugile rumeno.

## Palmarès

### Olimpiadi
- 1 medaglia:
  - 1 argento (Monaco di Baviera 1972 nei pesi massimi)

### Europei dilettanti
- 2 medaglie:
  - 1 oro (Bucarest 1969 nei pesi massimi)
  - 1 bronzo (Belgrado 1973 nei pesi massimi)